# IFPI Israel
IFPI Israel (Israeli Federation of Phonograms and Cassettes; in ebraico הפדרציה הישראלית
לתקליטים וקלטות בע"מ‎?) è il ramo israeliano dell'International Federation of the Phonographic Industry che si occupa di rappresentare gli interessi dell'industria discografica nel paese.

## Certificazioni
IFPI Israel fornisce le certificazioni di vendita agli album che hanno raggiunto le seguenti soglie:
| Tipo             | Numero di copie  | Numero di copie |
| Tipo             | dal 1993 al 2011 | dal 2012        |
| ---------------- | ---------------- | --------------- |
| Disco d'oro      | 20 000           | 10 000          |
| Disco di platino | 40 000           | 20 000          |